# Ormesby St. Michael
Ormesby St. Michael es un pueblo y una parroquia civil del distrito de Great Yarmouth, en el condado de Norfolk (Inglaterra).

## Demografía
Según el censo de 2001, Ormesby St. Michael tenía 297 habitantes (149 varones y 148 mujeres). 38 de ellos (12,79%) eran menores de 16 años, 244 (82,16%) tenían entre 16 y 74, y 15 (5,05%) eran mayores de 74. La media de edad era de 45,17 años. De los 259 habitantes de 16 o más años, 54 (20,85%) estaban solteros, 171 (66,02%) casados, y 34 (13,13%) divorciados o viudos. 154 habitantes eran económicamente activos, 148 de ellos (96,1%) empleados y 6 (3,9%) desempleados. Había 128 hogares con residentes y ninguno sin ocupar.
| 219                         | 242 | 261 | 273 | 278 | 294 | - | - | 287 | 336 | 287 | 300 | 291 | 320 | - | 294 | 321 |
| (Fuente: Vision of Britain) |     |     |     |     |     |   |   |     |     |     |     |     |     |   |     |     |